# Ford City (Pennsylvania)
Ford City  è una borough degli Stati Uniti d'America, nella contea di Armstrong nello Stato della Pennsylvania. Secondo il censimento del 2000 la popolazione è di 3.451 abitanti.

## Società

### Evoluzione demografica
La composizione etnica vede una prevalenza di quella bianca (94,38%), seguita da quella afroamericana (3,88%), dati del 2000.
| borough di Ford City Popolazione |       |
| 2000                             | 3.451 |
| Stima al 01-07-07                | 3.187 |